# NGC 7820
NGC 7820 is een spiraalvormig sterrenstelsel in het sterrenbeeld Vissen. Het hemelobject werd op 24 september 1830 ontdekt door de Britse astronoom John Herschel.

## Synoniemen
- UGC 28
- MCG 1-1-22
- ZWG 408.21
- PGC 307